# Михайлівська волость (Катеринославський повіт)
Михайлівська волость — історична адміністративно-територіальна одиниця Катеринославського повіту Катеринославської губернії.
Станом на 1886 рік складалася з 3 поселень, 3 сільських громад. Населення — 1324 осіб (665 чоловічої статі та 659 — жіночої), 433 дворових господарства.
|                     | Площа, десятин | У тому числі орної, дес. |
| ------------------- | -------------- | ------------------------ |
| Сільських громад    | 1791           | 1005                     |
| Приватної власності | 13295          | 7202                     |
| Іншої власності     | 66             | 66                       |
| Загалом             | 15152          | 8273                     |

Найбільше поселення волості:
- Михайлівка (Мавроскове, Мишине) — село при річці Томаківці в 78 верстах від повітового міста, 597 осіб, 102 двора, православна церква, школа, 2 лавки, 2 ярмарки на рік. За 19 верст — постоялий двір.
- Лукашівка (Пальміра) — село при річці Томаківці, 542 особи, 100 дворів, лавка, цегельний завод.